# Ярмухаметово
Ярмухаме́тово (рос. Ярмухаметово, башк. Йәрмөхәмәт) — присілок у складі Баймацького району Башкортостану, Росія. Входить до складу Яратовської сільської ради.
Населення — 182 особи (2010; 205 в 2002).
Національний склад:
- башкири — 99%